# 弗蘭克·卡魯奇

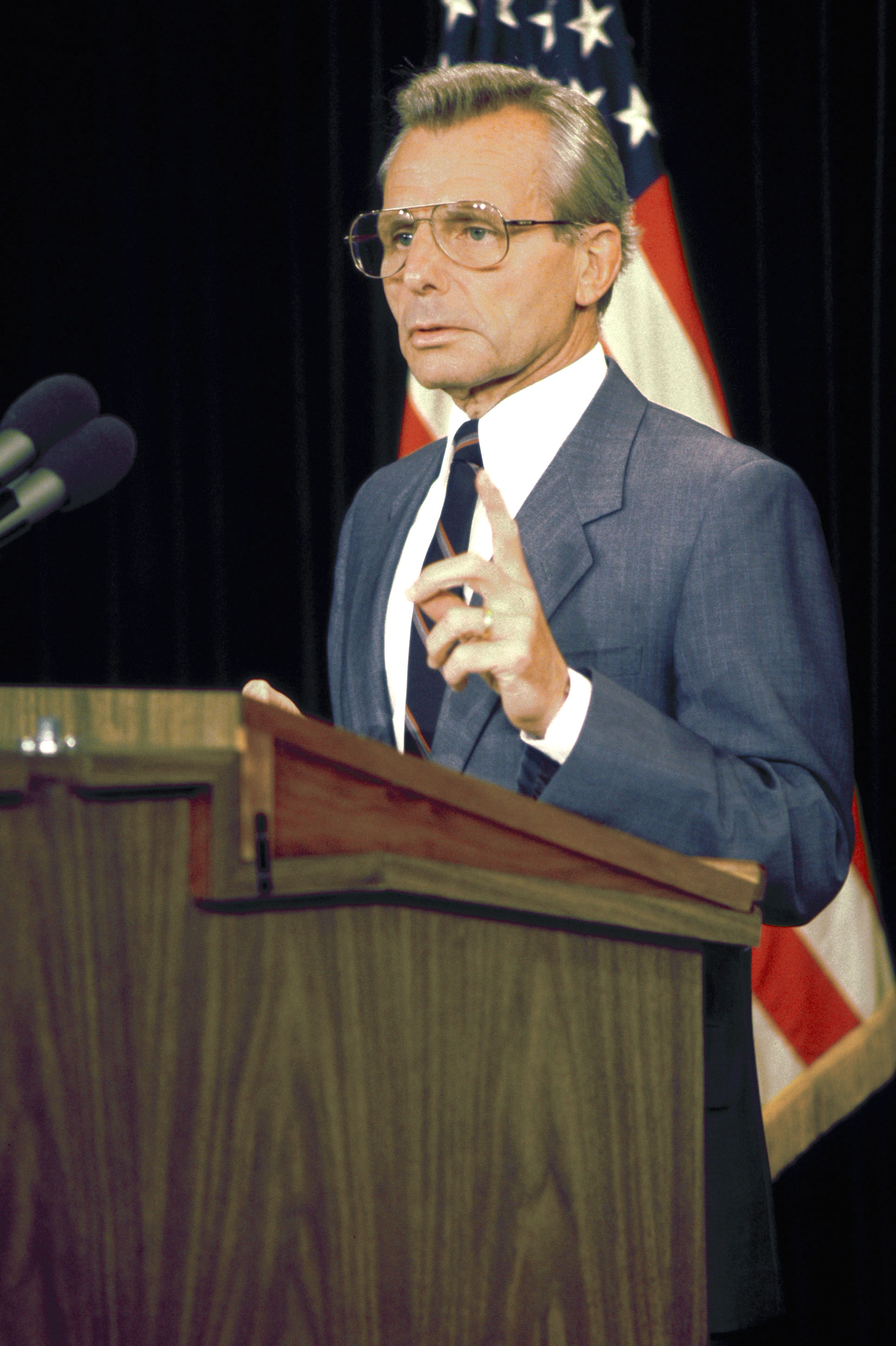
弗蘭克·卡魯奇在新闻发布会上（1988年8月19日）

弗蘭克·卡魯奇（英語：Frank Carlucci，1930年10月18日—2018年6月3日），又譯為弗蘭克·卡盧奇或法蘭克·卡路奇，是美國政治家和外交官，於1987年至1989年擔任羅納德·雷根總統時期的國防部長。
卡魯奇曾擔任過多個高級政府職務，包括理查德·尼克森政府的經濟機會辦公室主任，吉米·卡特政府的中央情報局副局長，雷根政府的國防部副部長兼國家安全顧問。